# 北73線
北73線 三角埔－溪洲，是位於新北市的一條鄉道，北起新北市樹林區三角埔，南至新北市板橋區溪洲，全長4.759公里。1961年此路首次列入鄉道系統，並保持相同編號至今。但當時終點位於樹林車站前，107線路口至溪洲段為1983年新編入。工務局插設之里程牌將終點設定在樹林路口，不符合公路總局公告路線與里程。結束與107線的共線後路段（樹新路120巷口起）之景象與三俊街、俊英街路段迥然不同，為一極窄街道並穿梭在樹林區、板橋區、新莊區交界地帶中。

## 路線說明
新北市
- 樹林區：三角埔0.0k（起點，116線岔路）→ 三俊街 → 俊英街 →

   樹林（107線岔路。早期路線於此向南沿107線至樹林車站止）→
   樹新路120巷 → 保順街 → 保安街一段14巷 → 保安街一段（與114線暫時共線）→ 鄉鎮界
- 板橋區：鄉鎮界 → 存德街 → 溪崑一街 → 溪北路 → 玉平巷 → 溪洲4.759k（終點，滿平街口。）

## 沿線設施
- 俊英街平交道
- 後村圳與後村圳灌溉改善工程紀念碑
- 保安市場
- 沙崙國小